# Fort du Mont-Chauve
Le fort du Mont-Chauve d'Aspremont, construit entre 1885 et 1888 au sommet du mont Chauve (altitude de 853 m), appelé aussi le fort « La Palice » est appelé localement « fort du Mont-Chauve de Nice ». Il est l'un des composants du système Séré de Rivières pour la fortification de la frontière italienne.

## Historique
Ce fort visait à défendre les vallées du Var et du Paillon, contre des invasions venant du nord. Le fort est construit durant la crise de l'obus-torpille, ce qui permet d'adapter le bâti en conséquence. Il est à présent utilisé par l'aviation civile.

## Description
Sa capacité est de 9 officiers, 21 sous-officiers et 272 soldats.